# A Change of Heart (film 1910)
A Change of Heart è un cortometraggio muto del 1910 prodotto dalla Lubin. Il nome del regista non viene riportato nei credit del film che ha come interpreti Edna Luby e Spottiswoode Aitken.

## Produzione
Il film fu prodotto dalla Lubin Manufacturing Company.

### Cast
- Edna Luby (1884-1928): Nipote di Sigmund Lubin, era un'attrice che proveniva dal teatro e dal vaudeville. Era apparsa anche alle Ziegfeld Follies e per la Lubin avrebbe poi interpretato nel 1913 altri due film, The Gangster e Shadows.

## Distribuzione
Distribuito dalla General Film Company, il film - un cortometraggio in una bobina - venne distribuito nelle sale statunitensi l'11 agosto 1910.